# خورخه گارسیا (بازیکن فوتبال زاده ۱۹۸۴)
خورخه گارسیا (انگلیسی: Jorge García؛ زادهٔ ۱۳ ژانویهٔ ۱۹۸۴) بازیکن فوتبال اهل اسپانیا است.
از باشگاه‌هایی که در آن بازی کرده‌است می‌توان به باشگاه خیمناستیک تاراگونا، باشگاه فوتبال لوگو، باشگاه فوتبال اسپورتینگ خیخون، و باشگاه فوتبال رئال مورسیا اشاره کرد.